# Сишань (Куньмин)
Сиша́нь (кит. упр. 西山, пиньинь Xīshān, буквально: «Западная гора») — район городского подчинения городского округа Куньмин провинции Юньнань (КНР).

## История
Исторически эти места входили в состав уезда Куньмин (昆明县).
После вхождения в состав КНР уезд Куньмин сначала вошёл в состав Специального района Удин (武定专区), а в 1951 году был передан под юрисдикцию властей города Куньмин. В 1953 году уезд Куньмин был расформирован, а его территория вошла в состав города Куньмин. Как бывший уезд, так и город делились на много мелких районов. Новые власти стали их постепенно сливать друг с другом, и в итоге в 1956 году в результате реформы административного деления районы № 8 и № 9 были объединены в новый район, получивший название «Сишань».

## Административное деление
Район делится на 10 уличных комитетов.